# Mala Gora (Chorwacja)
Mala Gora – wieś w Chorwacji, w żupanii krapińsko-zagorskiej, w mieście Pregrada. W 2011 roku liczyła 169 mieszkańców.